# Popis glavnih gradova kanadskih pokrajina i teritorija
Ovo je popis glavnih gradova kanadskih pokrajina i teritorija :

## Pokrajine
| Zastava                           | Pokrajina               | Glavni grad   |
| --------------------------------- | ----------------------- | ------------- |
| Zastava Alberte                   | Alberta                 | Edmonton      |
| Zastava Britanske Kolumbije       | Britanska Kolumbija     | Victoria      |
| Zastava Manitobe                  | Manitoba                | Winnipeg      |
| Zastava Novog Brunswicka          | New Brunswick           | Fredericton   |
| Zastava Newfoundlanda i Labradora | Newfoundland i Labrador | St. John's    |
| Zastava Nove Škotske              | Nova Škotska            | Halifax       |
| Zastava Ontaria                   | Ontario                 | Toronto       |
| Zastava Otoka princa Edwarda      | Otok princa Edwarda     | Charlottetown |
| Zastava of Québeca                | Québec                  | Québec        |
| Zastava Saskatchewana             | Saskatchewan            | Regina        |

## Teritoriji
| Zastava                            | Teritorij                 | Glavni grad |
| ---------------------------------- | ------------------------- | ----------- |
| Zastava Sjeverozapadnih teritorija | Sjeverozapadni teritoriji | Yellowknife |
| Zastava Nunavuta                   | Nunavut                   | Iqaluit     |
| Zastava Yukona                     | Yukon                     | Whitehorse  |